# Madeline Amy Sweeney
Madeline Amy Sweeney (Valley Stream, 14 de diciembre de 1965 - Nueva York, 11 de septiembre de 2001), conocida como Amy Sweeney, fue una azafata estadounidense que murió a bordo del Vuelo 11 de American Airlines, cuando fue estrellado deliberadamente por los secuestradores contra la torre norte del World Trade Center de Nueva York, como parte de los Atentados del 11 de septiembre de 2001.

## Vuelo 11 de American Airlines
El 11 de septiembre de 2001, American Airlines le pidió a Sweeney que realizara un turno extra porque otro miembro de la tripulación estaba enfermo. Normalmente, sólo realizaba turnos extra durante los fines de semana.
El 11 de septiembre, a las 7:15 a. m. aproximadamente, antes de que el avión despegara, Sweeney realizó una llamada telefónica a su marido Michael, desde el avión (algo que su marido consideró muy inusual). Se sentía mal al estar trabajando y no tener la oportunidad de ver a su hija asistir al colegio de primaria por primera vez.
Las últimas palabras que transmitió al gerente de American Airlines fueron:Veo agua, veo edificios, ¡veo edificios!. Estamos volando bajo. Estamos volando muy, muy bajo. Estamos volando demasiado bajo. ¡Oh Dios mío!, estamos volando demasiado bajo. ¡Oh Dios mío!.
Sweeney tenía 35 años cuando murió. Llevaba trabajando como azafata de vuelo doce años. Le sobrevivieron su marido Michael y dos hijos, Jack y Anna. Vivían en Acton (Massachusetts).

## Legado

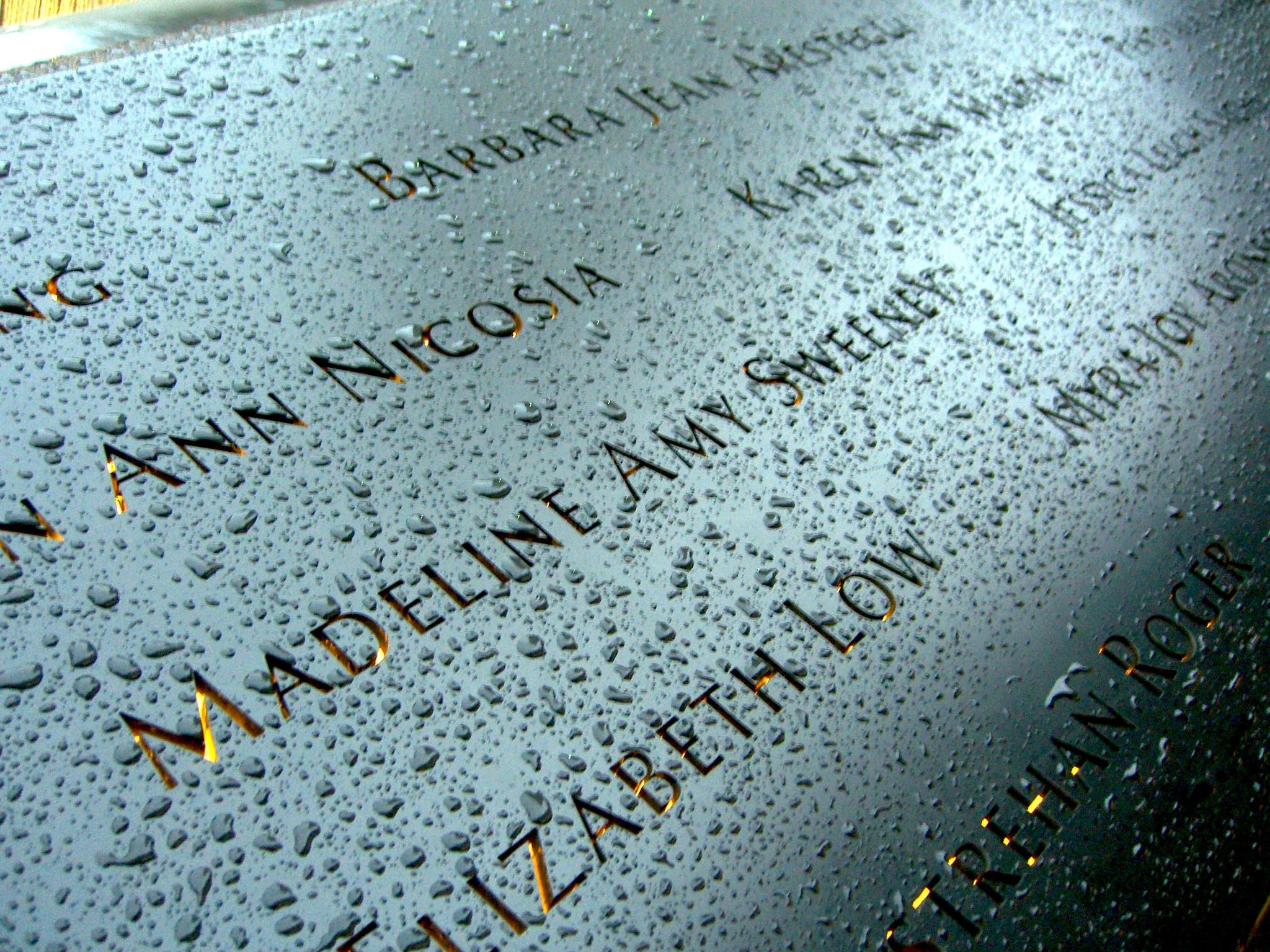
El nombre de Sweeney se localiza en el panel N-74 de la piscina norte en el National September 11 Memorial & Museum, junto con los demás nombres de los pasajeros del vuelo 11.

El 11 de febrero de  2002, Sweeney fue homenajeada como parte de una serie de premios anuales al valor creados por el Gobierno de Massachusetts. La gala anual de Premios Madeline Amy Sweeney al valor civil se celebra cada 11 de septiembre y se premia a al menos un ciudadano de Massachusetts que haya mostrado un extraordinario valor para proteger o salvar la vida de otros.
Los primeros en recibir el premio fueron Sweeney y su compañera Betty Ong, que también relató una información muy importante sobre el secuestro del Vuelo 11 de American Airlines al personal de tierra. El piloto también fallecido del Vuelo 11 de American Airlines, John Ogonowski, recibió también el premio por haber encendido la radio de la cabina, que permitió al personal de tierra escuchar los comentarios de los secuestradores. Ong, Sweeney y Ogonowski eran residentes de Massachusetts. Sus familias aceptaron en su nombre los premios que se les otorgaron.
En el National September 11 Memorial & Museum, el nombre de Sweeney se encuentra en el panel N-74 de la piscina norte.